# Thayer (Virginie-Occidentale)
Pour les articles homonymes, voir Thayer.
Thayer est une communauté non-incorporée dans le comté de Fayette, en Virginie-Occidentale, aux  États-Unis. Située à une altitude de 343 mètres, elle est protégée au sein des parc national et réserve de New River Gorge.